# Éditions Baudinière
Les éditions Baudinière sont une ancienne maison d'édition française basée à Paris, créée en 1918, exclue de la profession en septembre 1944 pour publications antisémites, et qui disparaît en 1955. Sur les ouvrages publiés par cette maison, on trouve l'expression "Librairie Baudinière".

## Parcours

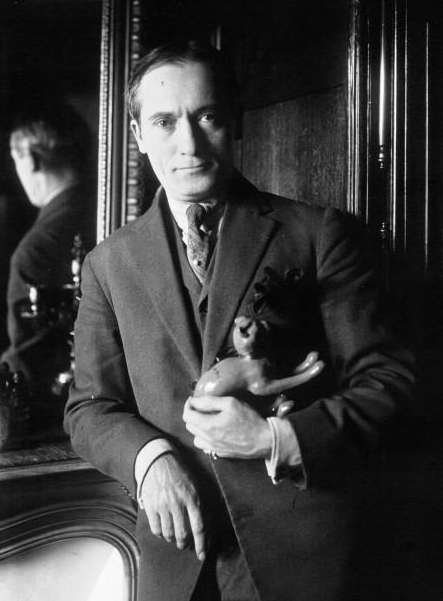
Maurice Dekobra, 1927.

Au départ éditeur de cartes postales sous la marque « La Pensée » ou Phototypie Baudinière, Gilbert Baudinière (1883-1953) ouvre sa librairie au 23 rue du Caire en 1918 et commence à publier des romans et des poèmes (Hégésippe Moreau) parfois illustrés. Le succès arrive avec la publication du roman La Madone des sleepings de Maurice Dekobra, un auteur spécialisé dans l'exotique de charme, et qui lui reste fidèle jusqu'à la fin, puisqu'il lui donne près d'une cinquantaine d'ouvrages.
En novembre 1927, Baudinière transfère ses services éditoriaux au 27bis rue du Moulin-Vert. Il lance de nombreuses collections, parfois illustrées par des artistes reconnus comme Carlo Rim, Henri Guilac, Jean Oberlé, Lucien Guezennec, mais la plupart du temps ce sont des ouvrages bon marché, dans le genre populaire ou bien des essais qui collent à l'actualité politico-économique, et aussi des ouvrages humoristiques (Pierre Henri Cami), ou policières (Pierre Yrondy), etc.
En 1932, il rejoint les messageries d'Hachette, augmentant encore sa visibilité, puis fonde une imprimerie, La Technique du livre, qui imprime, entre autres, La DCA, de ses origines au 11 novembre 1918 qui est toujours l'ouvrage de référence des spécialistes.

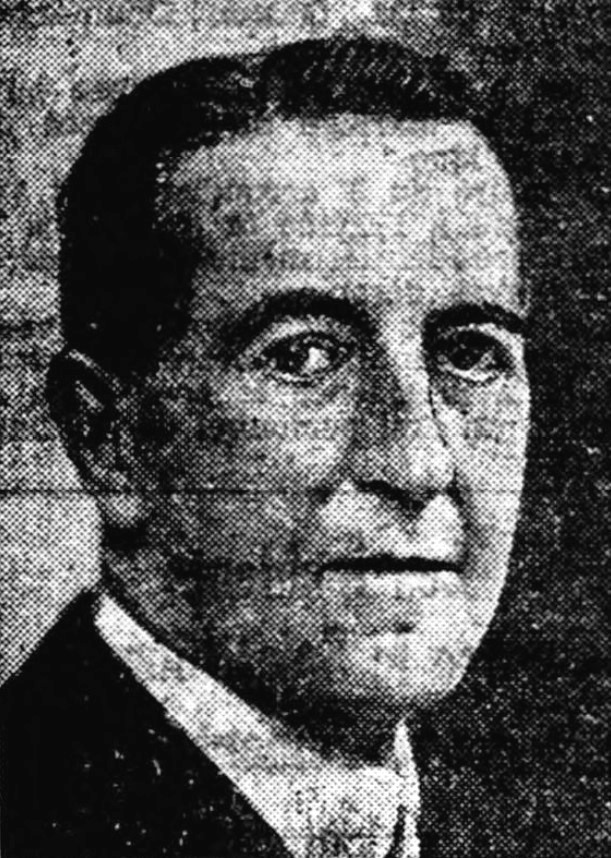
Paul Chack, 1931.

En 1939, le catalogue totalise près de 1 000 titres. Dès 1938, on compte des publications antisémites.
Gilbert Baudinière choisit de rejoindre le camp des pétainistes convaincus. Il édite dès 1940 des auteurs comme Paul Chack, Lucien Pemjean, Armand de Puységur ou Pierre Costantini, qui se montrent violemment antisémites. Il fait partie durant ces années-là des dix éditeurs les plus productifs.
Le 9 septembre 1944, il est exclu du Syndicat des Éditeurs puis arrêté le 7 octobre. Il est libéré le 26 janvier 1945 en raison de son état de santé. Paul Chack est fusillé, une dizaine des auteurs de la maison sont portés sur la liste des indésirables. Gilbert Baudinière, lui, se voit interdit le 3 décembre 1945 par la Commission nationale interprofessionnelle d’épuration de conserver des postes de responsabilité dans l’édition. Entre-temps, Fernand Hazan a été nommé en octobre 1944 administrateur temporaire des éditions Baudinière par le comité d'épuration.
Le 7 janvier 1949, les éditions sont citées en cour de justice pour leurs activités pendant l'Occupation mais elles sont acquittées. Étonnamment, Baudinière avait entre-temps continué de publier des ouvrages, dont ceux de Dekobra. Il meurt le 5 mai 1953 sans voir été jugé ; sa maison lui survit encore une année puis le fonds est liquidé en 1955.

### Relance
Fin 1976, Jean-Claude Lamy lance les Nouvelles Éditions Baudinière mais dépose le bilan en 1981.

## Citation
Dans Le Figaro du 18 avril 1929, André Rousseaux (1896-1973), chroniqueur littéraire du journal, commence une enquête sur « le rôle moral de l’éditeur ». Gilbert Baudinière répond :

« Tout peut s’écrire pourvu que ce soit avec talent. Et de bonne foi. La vie quotidienne, dont le roman reste le reflet et l’interprétation, a ses grandeurs — mais aussi ses servitudes et ses laideurs. Un sujet honnête peut comporter des outrances. Tous les romans se ressemblent et diffèrent, comme des visages. L’éditeur ne doit pas s’y tromper. Il a des devoirs moraux, sinon moralisateurs, toujours compatibles avec l’esprit d’éclectisme. Le souci de ne donner le jour à des œuvres probes et de valeur intrinsèque doit dominer toutes ses préoccupations. »

## Extrait du catalogue
Quelques collections :
- L'Air et la Mer
- Les aventures de Thérèse Arnaud, espionne française
- Bibliothèque de l'Aviateur / Récits de Guerre et Maritimes
- Bibliothèque du Lettré
- Galerie du rire
- La Guerre secrète
- Hebdo
- Littérature et Art français
- Les Maîtres de la plume
- Le Roman moderne
- Les Romans célèbres
- Les Romans policiers
- Stop
- La Technique du livre (albums pour enfant)
- Toute la Terre
- Manuels pour Adultes
- La Vie documentée[8]

## Auteurs publiés
- André Dahl
- Maurice Dekobra
- Paul Ferdonnet
- Michel Georges-Michel
- Julien Guillemard
- Vivienne Orland
- Roch Santa-Maria
- Albert Vigneau
- Paul Yram
- Pierre Yrondy
- Rodolphe Bringer